# Calamus toli-toliensis
Calamus toli-toliensis är en enhjärtbladig växtart som beskrevs av Odoardo Beccari och Karel Heyne. Calamus toli-toliensis ingår i släktet Calamus och familjen Arecaceae. Inga underarter finns listade i Catalogue of Life.